# 超級劍豪傳
為1990年到1991年期間在日本電視台播放，由Studio Pierrot製作的原創電視動畫。全50話
由穴久保幸作所作的漫画版，在『SD CLUB』第8号（1990年1月）到第19号（1991年2月）以及『快樂快樂月刊』誌1990年11月号到1991年9月号上連載，單行本全2集，由萬代發售。

## 故事大綱
這時正是日本戰国亂世之時，在一群被叫作機關人(からくり人)的機器人型超級人類（機械生命体）和人類共同生活的吉本国中、因為群雄割據而不斷發生戰亂、而機關武者們也以勝利和光榮為目標彼此展開較勁。在這些機關人中有1位出生在中國地方的山區・岡山(原文寫作オカヤマーナ而非オカヤマ)裡的宮本村的武藏，他不但是一位單純天真的孩子王也立志要成為第一名的武者、於是他離開村子展開修行之旅。在這趟旅程中，武藏除了遇到宿敵小次郎，也遇到各式各樣的機關人劍豪、英雄及壞人、和他們的戰鬥不但讓武藏交到許多朋友，也讓他隨著每此的戰鬥而逐漸成長為一名真正的劍豪。

## 工作人員
- 原作：MIND
- 製作：布川郁司
- 企画：嶋村一夫（讀賣廣告社）
- 製作人：堀越徹（日本電視台）、藤波俊彦（讀賣廣告社）、鈴木重裕（Studio Pierrot）
- 機械設定：大河原邦男、青木健太
- 片頭動畫：スタジオZ5
- 系列構成：伊東恒久
- 角色設定：二宮常雄、下田正美
- 美術監督：池田祐二
- 撮影監督：小澤次雄→沖田英一
- 音樂：川井憲次
- 音響監督：清水勝則
- 導演：鴫野彰
- 劇本：伊東恒久、山崎晴哉、荒木芳久、静谷伊佐夫、田口成光、大橋志吉
- 分鏡：鴫野彰、石山貴明、殿勝秀樹、生瀬昭憲、鈴木行、遠藤克己、藤本義孝、阿部紀之、星野寛満、上妻晋作
- 演出：鴫野彰、西浦哲、青木佐恵子、新房昭之、藤本義孝、阿部紀之、星野寛満、松井仁之
- 作画監督：下田正美、大坂竹志、武内啓、楠本祐子、東海林真一、菊池城二、本橋秀之、飯田宏義、阿部晃瑳詩、野口啓生、渡部圭祐、田中良、中尾正樹、新房昭之
- 原画：L.A.C、スタジオ・ファンタジア、アニメ浪漫、SEOULPIERROT、じゃんぐるじむ
- 画面構成：飯田宏義、福田紀之
- 動画檢查：赤城由高、新田康成、斉藤雅和、木村雅広、白山孝
- 動画：じゃんぐるじむ、SEOULPIERROT、スタジオ相輪、仁福動画、サン企画
- 美術：池田祐二、長崎斉、高橋忍
- 背景：スタジオワイエス、中央MOVIE
- 顏色指定：いわみみか、西村龍徳
- 顏色指定、檢査：児玉尚子、内田聡
- 修整檢査：松永光哲、海藤敏男、村上芳枝、スタジオエル、木村正
- 特殊效果：池田健司、榊原豊彦、スタジオエル、内田聡
- 修整：ぴえろ仕上室、SEOULPIERROT、スタジオスイング、スタジオルンルン、スタジオグッズ、サン企画、INBOOKPOD、スタジオトムキャット、スタジオキャット、スタジオシティー
- 攝影：イージー・フィルム、珊瑚礁、天平フィルム、高橋プロダクション
- 編輯：坂本雅紀、森田清次、松本裕、高山智江子
- 音響製作：ザックプロモーション
- 效果：野口透
- 調整：成清量
- 錄音助手：牛滝猛
- 錄音工作室：整音スタジオ
- 製作編輯：青木訓之→渡辺悟師
- 製作進行：渡辺悟師、池田斉、早川雅彦、河野直樹、高橋明裕、戸川剛
- 製作協力：童夢、豊田孝
- 標題：アズスタッフ→マキ・プロ
- 現像：東京現像所
- 助理製作人：福与雅子（日本電視台）
- NTV編輯：財前祐子
- 廣告：鈴木康子（日本電視台）
- 結尾插畫：西村昌実
- 結尾：鴫野彰
- 協力：穴久保幸作
- 企画制作：日本電視台
- 製作：讀賣廣告社、Studio Pierrot

## 主題歌
- 片頭曲：「ムサシ! BUGEI伝!!」 作詞：山本正之　作曲：多多納好夫　編曲：井上日徳　歌：子門真人
- 片尾曲1 「てなもんだ人生」 作詞：枯堂夏子 作曲：松田隣 編曲：根岸貴幸 歌：野澤恵
- 片尾曲2 「泣きながら食べるとおいしくない!!」作詞・作曲 立川俊之 編曲：恩田直幸 唄：野澤恵
- 插入曲：「恋と呼べないまま」 作詞：枯堂夏子 作曲：川井憲次 編曲：藤原いくろう 唄：水谷優子
- 插入曲（41話）：「男人生綱渡り：ゼニガタンのテーマ」 作詞：枯堂夏子 作曲：山本正之 編曲：岩崎文紀 唄:大塚芳忠
- 插入曲（41話）：「LONELY BIRD：コジローのテーマ」 作詞：枯堂夏子 作曲：川井憲次 編曲：藤原いくろう 唄：伊倉一恵

## 登場角色
裡面大部分人物都以史實人物或宮本武藏小說的人物為原型。
武藏（配音：野澤雅子（日）；方煥蘭（港））
本作主角，是一名機關人，雖然性格單純愛哭、非常嗜吃，不過對「成為吉本國第一劍客」的目標非常執著。在修行初期只能依靠自身的怪力，對劍術一竅不通。但經過卜傳教導、以及之後到各地修行，透過不斷的戰鬥終於學成了二刀流。後期面對強大的敵人獲得傳說中的「玄德鎧甲」(劉備) (ゲントクアーマー) 強化自己。
人物原型來自日本著名劍客宮本武藏
小次郎（配音：伊倉一惠（日）；盧素娟（港））
本作的另一主角，為武藏的好對手和好友。是一位有著俊俏外表和用詞講究的天才劍士。擅長以愛刀長竹竿使用出絕技「燕返」。後期面對強大的敵人獲得傳說中的「關羽鎧甲」(カンウアーマー) 強化自己。
人物原型來自日本著名的天才劍客佐佐木小次郎。
阿鶴（配音：水谷優子（日）；林元春 (港)）
本作女主角，與武藏是青梅竹馬的家人，也是武藏深愛的對象。
澤庵（配音：宮内幸平）
長老，收養武藏與阿鶴，並視之為家人。
人物原型來自日本著名的僧侶澤庵宗彭。
卜傳（配音：富山敬）
人物原型來自日本著名劍客塚原卜傳。
十兵衛（配音：速水獎（日）；李智良（港））
家康的手下，擔任監視各地情勢的人並且到處旅行。雖然外表看似冷酷，但內心其實是個熱血漢子。後期面對強大的敵人獲得傳說中的「張飛鎧甲」(チョウヒアーマー) 強化自己。
人物原型來自日本著名劍客柳生三嚴。
梅軒（配音:石丸博也）
擅長使用自製鎖鍊鐮刀的劍客。為武藏的對手之一。有三位幼小的弟妹。是個即使窮困，卻還是為正義而生的男人。
人物原型來自武藏的名對手宍戶梅軒
錢形（配音：大塚芳忠、古田信幸）
是位貫徹正義且相當有本事的捕吏，以投擲銅錢為武器。手持十手和手銬，最強的武器是從兩肩發射出來的錢幣。也是一位充滿人情味，受人信賴的大哥。
人物原型來自日本著名捕吏小說主角錢形平次。
半藏（配音：山口健（日）；張炳強（港））
人物原型來自日本著名忍者服部正成。表面上以伊賀忍軍的首領身份維持吉本國的治安，實際上是在幕後進行造成各地戰亂的活動，是動畫本篇中初期重要的反派頭子。曾經與卑彌呼、六道魔王等人合作。後期不敵武藏一行人被「六道魔王」(信長)所救，被「六道魔王」贈與傳說中的邪惡裝備「曹操鎧甲」強化自己，但仍不敵穿上了「玄德鎧甲」的武藏被殺。
弁慶（配音：山口健）
在夜晚時會出現於五條大橋上並且強迫路過的旅人決鬥，得勝後會奪去他們的刀。武藏使用廉價武士刀向他挑戰，卻被弁慶把武士刀粉碎而被逼認輸。其後被牛若丸擊敗，而成為他的家臣。
人物原型來自源義經手下的武藏坊弁慶。
牛若丸（配音：辻谷耕史（日）；黃健強 (港)）
貴族出身的武士。談吐優雅而且相當有氣度，即使在戰鬥中也擅長以他的速度來攻擊防禦。使用黃金的太刀打敗辨慶並且收他為手下。
人物原型來自日本著名悲劇英雄源義經。
自來也（配音：山口勝平、難波圭一 （日）；黃健強 (港)）　港譯：司立仁
人物原型來自日本著名忍者小說主角自來也，擅長水戰。
千姬（配音：松井菜櫻子（日）；曾佩儀（港））
家康的孫女。相當好勝。由武藏及小次郎當她旅行時的保鑣並且常給他們找麻煩。
人物原型是德川家康的孫女，豐臣秀賴的正室千姬。
家康
君臨整個天下的大將軍。是武術大賽的開辦人，並且讓優勝者成為千姬在旅行中的保鑣。
人物原型來自日本德川幕府的創始者德川家康。
國王（配音：辻谷耕史）
吉本國國王(其實是日本天皇)。外表俊俏，但做事卻相當隨性而常造成別人困擾。之後和千姬成為一對戀人。
手中擁有作為統治象徵的三神器，所以成為六道魔王要下手奪取的目標。
鬼姬（配音：天野由梨）
酒吞大河（配音：大塚明夫、鄉里大輔）
五衛門（配音：二又一成）
人物原型來自日本著名大盜石川五右衛門。
龍馬（配音：井上和彦）
武藏遇到的浪人武士，憧憬透過西學，結束吉本國各地紛爭、建立和平富足的國家。
人物原型來自日本幕末著名志士坂本龍馬。
清十郎（配音﹕大塚明夫）
人物原型來自武藏的名對手吉岡清十郎
傳七郎（配音﹕大滝進矢）
人物原型來自武藏的名對手吉岡傳七郎
近藤（配音﹕小野健一）
人物原型來自日本幕末新選組局長近藤勇
西鄉　配音：玄田哲章
人物原型來自日本幕末著名志士西鄉隆盛。
卑彌呼（配音：勝生真沙子（日）；袁淑珍 (港)）
人物原型來自古日本女王卑彌呼。曾經救了武藏一命，因為聲音和氣質與武藏的母親相似，所以與武藏有微妙的感情；後來被半藏暗殺而亡。
蛙吉（配音：櫻井敏治）
源内（配音：八奈見乘兒）
人類角色的天才發明家，人物原型來自日本著名發明家平賀源內。
獨眼龍（配音：島田敏）
人物原型來自日本戰國大名伊達政宗。
聖德（配音：茶風林）
寶藏丸（配音﹕山口健）
石松（配音﹕松本保典）
武藏的義兄，於黑駒與次郎長的決鬥中，為庇護武藏而死。
次郎長（配音﹕福田信昭）
黑駒（配音﹕藤本譲）
熊襲（配音﹕稻葉實）
黑田（配音﹕大友龍三郎）
信玄（配音：高宮俊介、茶風林）
人物原型來自日本戰國大名武田信玄。
謙信（配音：大滝進矢）
人物原型來自日本戰國大名上杉謙信。
信玄信
信玄與謙信合體型態，兩對手腕可使用四刀流。最後被武藏雙龍劍打敗。
六道魔王（配音：石塚運昇（日）；梁耀昌 、招世亮（港））
企圖奪取整個吉本國的惡人。打算奪取身為國王象徵的三神器，以統治吉本國。
角色原型來自日本戰國大名織田信長，人物設計來自豐臣秀吉。
旁白（配音：大木民夫）

## 商品化
本作企圖將發行多方向商品、因此除了發售塑膠模型外、也發售玩具和遊戲軟體。
玩具
像是高完成度玩具的半完成品並且以低價的組裝玩具來加以發售。然後也發售天空丸、天地丸的可換式劍。
遊戲軟體
由ポピー在FC遊戲機、Game Boy上發售遊戲軟體

## 外部連結
- 超級劍豪傳介紹（日語）